# Marek Karbarz
Marek Karbarz, född 22 juli 1950 i Charzewice, är en polsk före detta volleybollspelare.
Karbarz blev olympisk guldmedaljör i volleyboll vid sommarspelen 1976 i Montréal.